# シシル・バッタチャルジー
シシル・バッタチャルジー（Shishir Bhattacharjee、1960年 - ）は、バングラデシュの画家、漫画家。

## 人物
1983年、ダッカ大学美術学部卒業。その後、インドにあるバローダーのマハラジャ・サヤジラオ大学へと留学し、理学と文学の修士号を取得している。
現在はベンガル語の日刊新聞である『プロトム・アロ』に政治漫画を掲載している。風刺画家として個展を開くこともあり、ダッカ大学美術学部助教授も務めている。